# Andrés Bello
Andrés de Jesús María y José Bello López ([anˈdɾes ˈβeʝo] ; 29. listopadu 1781 – 15. října 1865) byl venezuelský diplomat, básník, zákonodárce, filozof, pedagog a filolog, jehož politická a literární díla tvoří důležitou součást španělské americké kultury. Jeho portrét se objevil na dvou bankovkách: na starých 2000 venezuelských bolívarů a na 20 000 chilských peso.
V Caracasu, kde se narodil, byl Andrés Bello na krátkou dobu učitelem Simóna Bolívara a účastnil se procesu, který vedl k venezuelské nezávislosti. Jako diplomat pro novou nezávislou vládu, kterou pomohl založit, odjel s Luisem Lópezem Méndezem a Simónem Bolívarem na svou první diplomatickou misi do Londýna, kde pak žil v letech 1810 až 1829.
V roce 1829 se Bello se svou rodinou odstěhoval do Chile. V Santiagu zastával funkce senátora a profesora a řídil několik místních novin. Jako zákonodárce byl hlavním autorem chilského občanského zákoníku, jednoho z nejinovativnějších a nejvlivnějších amerických právních děl své doby. V roce 1842 inicioval vznik Chilské univerzity, jejímž prvním rektorem se stal a v této funkci setrval více než dvě desetiletí. Za jeho zásluhy mu dne 17. října 1832 bylo zvláštním zákonem uděleno chilské občanství.